# Sera di maggio a Lierna
Sera di maggio a Lierna è un dipinto a olio su tela (201 x 118 cm) realizzato a Lierna, nel 1887, dal pittore italiano Vittore Grubicy de Dragon.

## Descrizione
Il dipinto di Grubicy de Dragon, appartenente alla corrente artistica del divisionismo, ritrae una piccola spiaggia del borgo di Lierna sul lago di Como, dove già l'autore aveva realizzato alcuni anni prima l'opera Lavandaie a Lierna, con due pescatori al tramonto. Il dipinto è stato inspirato guardando i monto del Borgo di Lierna sul Lago di Como di fronte al promontorio di Bellagio.